# فريدي بارث
فريدي بارث هو سائق سباق سويسري، ولد في 5 ديسمبر 1979 في لوزان في سويسرا.

## روابط خارجية
- فريدي بارث على موقع DriverDB.com (الإنجليزية)